# Franz-Josef Feiter
Franz-Josef Feiter (* 6. August 1938 in Mönchengladbach) ist ein deutscher Ministerialbeamter im Ruhestand. Er war von 1993 bis 1998 Staatssekretär im Bundesministerium für Ernährung, Landwirtschaft und Forsten.

## Leben

### Ausbildung
Franz-Josef Feiter absolvierte von 1960 bis 1966 eine Lehre und studierte Landwirtschaft und erlangte einen Abschluss als Diplom-Landwirt. Seit 1962 ist er Mitglied der katholischen Studentenverbindung KDStV Ripuaria Bonn im CV. Er war von 1966 bis 1968 wissenschaftlicher Assistent an der Universität Bonn und wurde 1968 mit einer Arbeit über „die betriebswirtschaftlichen Auswirkungen der Flurbereinigung auf die Landwirtschaft der Gemeinde Mutscheid und zukünftige Entwicklungsmöglichkeiten von Voll- und Nebenerwerbsbetrieben“ zum Dr. promoviert.

### Laufbahn
Feiter trat 1969 in den Dienst des Bundesministeriums für Ernährung, Landwirtschaft und Forsten und war dort als Referent im Referat für die Feststellung der Ertragslage der Landwirtschaft tätig. Im Jahr 1971 wechselte er in das Bundeskanzleramt hier zunächst bis 1975 im Referat für Wirtschafts-, Finanz- und Sozialpolitik, BML tätig, ehe er 1976 die Leitung des Referates für Agrarstrukturpolitik, Kabinettsausschuss für Agrar- und Ernährungspolitik innerhalb der Gruppe für Europäische Wirtschaftsintegration übernahm. Danach avancierte Feiter 1990 zum Leiter der Gruppe für Agrar- und Raumordnungspolitik und 1991 zum Leiter der Abteilung für Soziales, Umwelt, Verkehr, Agrar, Forschung unter Bundeskanzler Helmut Kohl (CDU).
Franz-Josef Feiter diente von 1993 bis 1998 unter Bundesminister Jochen Borchert (CDU) als Staatssekretär im Bundesministerium für Ernährung, Landwirtschaft und Forsten.
Danach war er ab 2003 Generalsekretär des europäischen Bauernverbandes COPA-COGECA und ebenfalls Generalkommissar der Internationale Gartenbauausstellung 2003 in Rostock.

## Auszeichnungen
- Kommandeur des Verdienstordens des Großherzogtums Luxemburg (2006)
- Ernst-Schröder-Münze (2004)